# Sofía de Sajonia-Hildburghausen
Ernestina Federica Sofía de Sajonia-Hildburghausen (Hildburghausen, 22 de febrero de 1760-Coburgo, 28 de octubre de 1776) fue princesa heredera consorte de Sajonia-Coburgo-Saalfeld.

## Biografía
Sofía era la hija del duque Ernesto Federico III de Sajonia-Hildburghausen (1727-1780) y de Ernestina de Sajonia-Weimar-Eisenach (1740-1786). Los padrinos de la princesa fueron la pareja real danesa, el rey de Polonia, y los regentes de las casas de Sajonia-Coburgo, Sajonia-Weimar, Mecklemburgo y Wurtemberg.
El 6 de marzo de 1776, se casó a los 16 años de edad en Hildburghausen, con el príncipe heredero y posterior duque Francisco de Sajonia-Coburgo-Saalfeld (1750-1806), que en ese momento ya estaba enamorado de su futura esposa, Augusta de Reuss-Ebersdorf (1757-1831), pero fue incapaz de romper el compromiso con Sofía. Apenas seis meses después, el 28 de octubre, Sofía murió de gripe, sin haber tenido hijos. Fue enterrada en la cripta de la Iglesia de San Mauricio en Coburgo.